# Théophile Abega
Théophile Abega Mbida Spitzname Doctor (* 9. Juli 1954 in Yaoundé; † 15. November 2012 ebenda) war ein kamerunischer Fußballspieler und Politiker. Er spielte für die Nationalmannschaft seines Landes.

## Vereinskarriere
Abega spielte für Canon Yaoundé, wo er den African Cup of Champions Clubs 1978, African Cup of Champions Clubs 1980 und den 1979 African Cup Winners’ Cup gewann. Er gewann vier kamerunische Meisterschaften und fünfmal den Pokal Kameruns. Später spielte er in Frankreich für den FC Toulouse, bevor er seine Karriere in der Schweiz bei FC Vevey Sports 05 beendete.

## Internationale Karriere
Abega nahm an der WM 1982 in Spanien teil, wo seine Nationalmannschaft eine respektable Leistung ablieferte. Punktgleich mit dem späteren Weltmeister Italien schied man in der Vorrunde aus. Abega absolvierte alle Spiele für sein Team. 1984 führte er seine Nationalelf bei der Fußball-Afrikameisterschaft als Kapitän zum Titel. Er traf im Finale.
Den Spitznamen „The Doctor“ erhielt er wegen seiner Spielintelligenz.
Nach dem Zusammenprall mit dem sambischen Torwart Efford Chabala bei der Fußball-Afrikameisterschaft 1986 trat er zurück.

## Politik
Abega wurde Bezirksbürgermeister des sechsten Arrondissement von Yaoundé.
2006 wurde er von der CAF zu den 200 besten afrikanischen Spielern der letzten 50 Jahre gewählt.

## Tod
Abega starb an einem Kreislaufstillstand im Yaoundé General Hospital, Yaoundé am 15. November 2012.